# تپه امامزاده فرضعلی
تپه امامزاده فرضعلی مربوط به دوران‌های تاریخی پس از اسلام است و در شهرستان قزوین، روستای خوزنان واقع شده و این اثر در تاریخ ۲۵ اسفند ۱۳۸۰ با شمارهٔ ثبت ۵۴۶۳ به‌عنوان یکی از آثار ملی ایران به ثبت رسیده‌است.